# Zubaida Tharwat
 Zubaida Tharwat, née le 14 juin 1940 à Alexandrie et morte le 13 décembre 2016, est une actrice égyptienne, d'ascendance turque et adyguéenne, une des actrices de l’âge d’or du cinéma populaire égyptien.

## Biographie

### Origines
Zubaida Tharwat naît à Alexandrie en 1940. Son père, Ahmed Tharwat, est un officier de marine. Sa mère, la princesse Zubaida Hussein Kamel, est la petite-fille de Hussein Kamel, sultan d’Égypte durant la Première Guerre mondiale et second fils d'Ismaïl Pacha. Cette famille est d’origine tcherkesse (ou circassienne ou adyguéenne). Les Adyguéens, incorporés à l’origine aux mamelouks, sont profondément enracinés dans l’élite dirigeante égyptienne, jusqu’au milieu du XXe siècle, et dans l'histoire du pays.

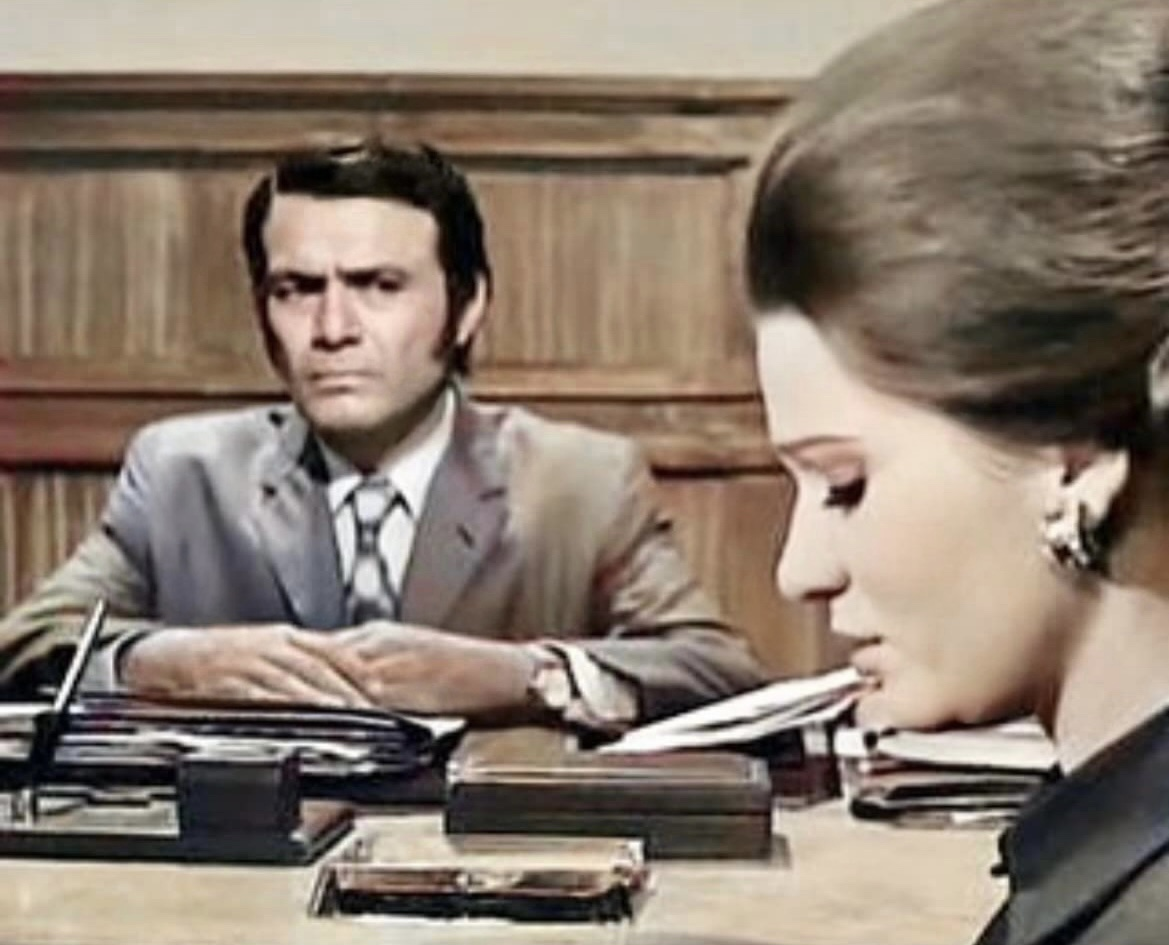
Zubaida Tharwat et Salah Zulfikar dans El-Ragol Al-Akhar (1973)

Zubaida Tharwat se fait connaître en faisant la couverture du magazine Al Geel (La génération) après avoir remporté un concours de beauté pour adolescentes. Elle commence à jouer comme actrice en 1956, apparaissant durant quelques minutes dans le film Delela, tout en continuant à étudier le droit à l’université d'Alexandrie, pour accomplir le souhait de son grand-père, qui n’est pas favorable à une carrière artistique. C’est l’époque en Égypte du nassérisme, qui se traduit aussi par une vitalité accrue dans le domaine culturel. L’âge d’or du cinéma populaire égyptien commence, le pays devenant le troisième producteur mondial de films au monde.

### Succès cinématographiques
Peu de temps après, Zubaida Tharwat s’oriente définitivement vers une carrière d’actrice, et devient rapidement une tête d’affiche, jouant notamment dès 1957 pour le réalisateur Kamal El Sheikh  dans El-Malak el-Sagheir  [Le petit ange], puis pour Fatin Abdel Wahab, dans Nessa' fi Hayati [La femme de ma vie] . Parmi ses films les plus célèbres, on trouve  Yom min Omri , Fi Baytina Rajul, et Hâdithat Sharaf.

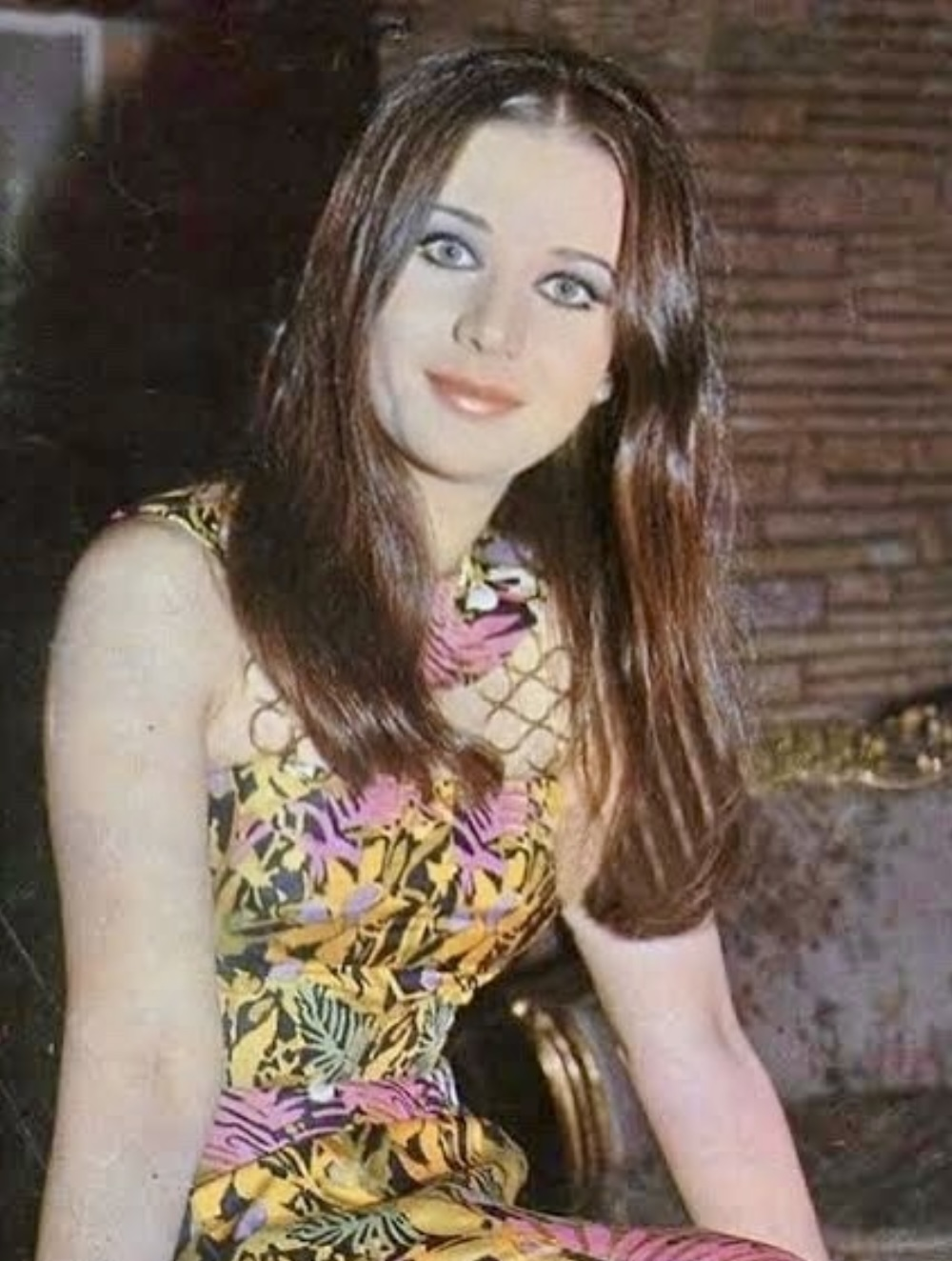
Zubaida Tharwat en 1973

Yom min Omri [Un jour de ma vie], est un mélodrame et une comédie musicale, réalisée par Atef Salem où Zubaida Tharwat partage le haut de l’affiche avec un acteur très populaire, Abdel Halim Hafez. La même année, en 1961, le film d’Henry Barakat, Fi Baytina Rajul  [Un homme chez nous], est consacré à une famille égyptienne qui est conduite à cacher un jeune révolutionnaire accusé de l'assassinat d'un homme politique. Ce thème de la résistance égyptienne contre l'occupation anglaise, avant la révolution du 23 juillet 1952, fait écho à la décolonisation en cours dans le continent africain. C’est aussi, aux côtés de Zubaida Tharwat, la mise en avant d’un jeune acteur qui y trouve un de ses premiers « premier rôle », Omar Sharif. Elle a à peine 21 ans. Hâdithat Sharaf [Un crime d’honneur] sort 10 ans plus tard et est un film de Chafik Chamiyya.

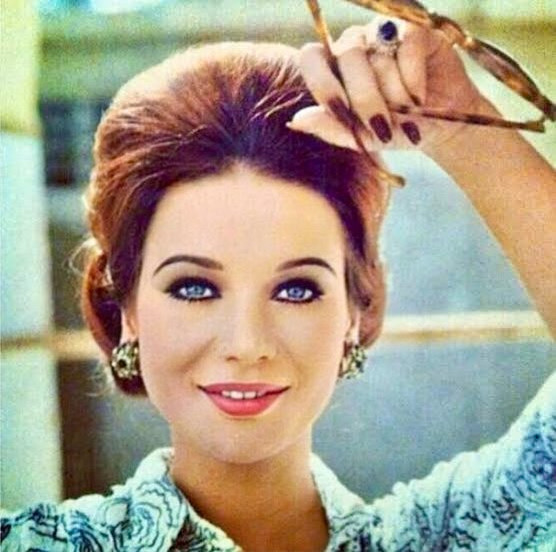
Zubaida Tharwat en 1975

Zubaida Tharwat se marie à plusieurs reprises, notamment avec le producteur égyptien Sobhy Farahat. Elle se voit attribuer différents surnoms par le public, durant son parcours, dont celui de Pussycat du cinéma, Yeux magiques, et La Reine de la romance. Elle prend sa retraite à la fin des années 1980.

## Filmographie

### Film
| Année | Titre                           | Rôle    | Notes |
| ----- | ------------------------------- | ------- | ----- |
| 1956  | Dalela                          |         |       |
| 1956  | Hekayt 3 Banat                  | Shahira |       |
| 1957  | El-Malak el-Sagheir             | Doha    |       |
| 1957  | Nessa' fi Hayati                | Sanaa'  |       |
| 1958  | Bent 17                         | Safaa'  |       |
| 1959  | A'ashat lelhob                  | Zeinab  |       |
| 1959  | Shams La Tagheeb                | Soha    |       |
| 1959  | Ehtrsi mn el-Hob                | Laila   |       |
| 1960  | Eni Atahem                      |         |       |
| 1961  | Yom min omri[Un jour de ma vie] | Nadya   |       |
| 1961  | Nesf Azraa'                     | Zeinab  |       |
| 1961  | Fi Baytina Rajul                | Nawaaal |       |
| 1962  | Salwa fi mahab el-reeh          | Salwa   |       |
| 1969  | Zawga Ghayoora Gedan            | Fatma   |       |
| 1969  | Kaifa ttakhalas mn zawgatak     | Fatma   |       |
| 1970  | El-Hob El-Daea'                 | Samya   |       |
| 1970  | Ana we Zawgti we el-Sekrtera    |         |       |
| 1971  | Hadest Sharaf                   |         |       |
| 1973  | Shams w Dabab                   |         |       |
| 1973  | Zaman Ya Hob                    | Abeer   |       |
| 1973  | El-Ragol Al-Akhar               |         |       |
| 1974  | Al-Ahdan Al-Dafe'a              | Madiha  |       |
| 1975  | Habebe Magnon Gdn               |         |       |
| 1975  | El-Moznbon                      | Mona    |       |
| 1975  | La Shy' yohem                   |         |       |
| 1976  | El-Hob el-Haram                 | Aydaa   |       |
| 1976  | Lkaa' Honak                     | Laila   |       |
| 1977  | Zahret el-Banafseg              | Hayaat  |       |
| 1981  | Ahl el qema [People on the top] | Seham   |       |

### Théâtre
| Année | Titre                  | Rôle | Notes |
| ----- | ---------------------- | ---- | ----- |
| 1977  | Shahrzad we 8 staat    |      |       |
| 1977  | 20 Farkha we deek      |      |       |
| 1987  | Ana we Heya we mrati   |      |       |
| 1980  | 8 staat                |      |       |
| 1985  | Aaa'ela Sa'eeda Gedaan |      |       |
| 1987  | Meen Ye'dar ala reem   |      |       |

### Télévision
| Year | Title               | Role | Notes |
| ---- | ------------------- | ---- | ----- |
| 1978 | Wafaa' Belaa Nhaaya |      |       |

### Webographie
- (en) Enas El Masry, « Egypt’s ‘Kitten’ Zubaida Tharwat Dishes on Being Royalty », sur stepfeed.com.
- (en) « Zubaida Tharwat », sur elcinema.com.